# Cash and carry
Cash and carry este un sistem de magazine similar depozitelor en-gross cu o gama minimă de servicii oferite. Clientul alege marfa, o plătește și pleacă cu ea; costurile sunt mici pentru angrosist, iar prețurile sunt scăzute pentru clienți.